# Freundeskreis Uphill
Der Freundeskreis Uphill e. V. war ein im baden-württembergischen Bodenseekreis ansässiger Radsportverein.

## Geschichte

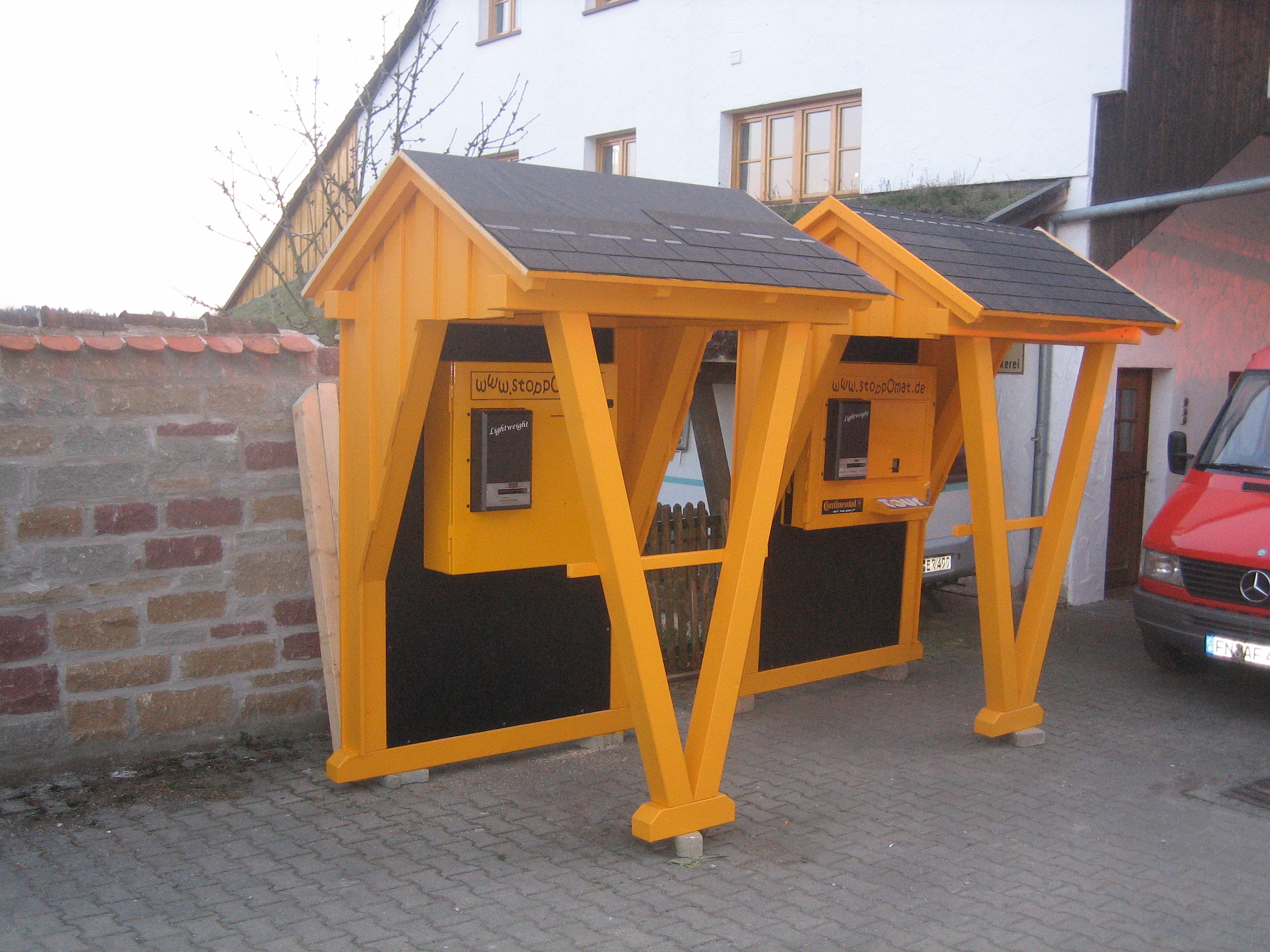
Stoppomat der dritten Generation

Der Radsportverein gründete sich am 30. November 2010 aus einer seit 2006 bestehenden Gruppe Radsportler im Bodenseekreis, die sich im Besonderen überregional um die Projektierung, den Bau und die Verbreitung des Stoppomats kümmerte. Ferner organisierte der Freundeskreis von 2006 bis 2012 Deutschlands größtes Bergzeitfahren, das Lightweight Uphill, und die Deutschen Bergmeisterschaften 2011 und 2012.
Am 4. Juli 2023 löste sich der Verein nach erwartungsgemäßem Ende aller Gründungszwecke auf Wunsch 100 % aller anwesenden Vereinsmitglieder auf.

## Stoppomat
Seit 2006 baute der Freundeskreis für Radsportvereine in Deutschland und in Spanien 16 Stoppomatanlagen. An diesen permanenten Zeitmessanlagen können sich Rad- und Laufsportler gratis eine Stempelkarte ziehen, beschriften, abstempeln und ein Rennen gegen die Uhr fahren oder laufen.

## Tour-Stoppomat-Challenge
Gemeinschaftlich mit dem Radsportmagazin Tour organisierte der Freundeskreis Uphill mit rund 2500 ehrenamtlichen Arbeitsstunden die Tour-StoppOmat-Challenge. Im Ranking aller deutschen Breitensportveranstaltungen lag die StoppOmat-Serie mit rund 22.000 Teilnahmen knapp hinter der Vattenfall Cyclassics und vor dem German Cycling Cup auf Platz zwei.

## Lightweight Uphill
Im Rahmen einer als einmalig gedachten Eröffnungsveranstaltung wurde ein Bergzeitfahren organisiert, das bereits bei seiner Premiere zu Deutschlands größter Veranstaltung dieser Art wurde. Von 2006 bis 2012 fand am „Ur-Stoppomat“ am Höchsten alljährlich das Lightweight Uphill statt. In den Jahren 2011 und 2012 bekam der FkU e.V. mit dem Einzelzeitfahrwettbewerb den Status Deutsche Bergmeisterschaften. Im Jahr 2012 beendeten der Verein und der Hauptsponsor die Rennserie.

## Grand Opening

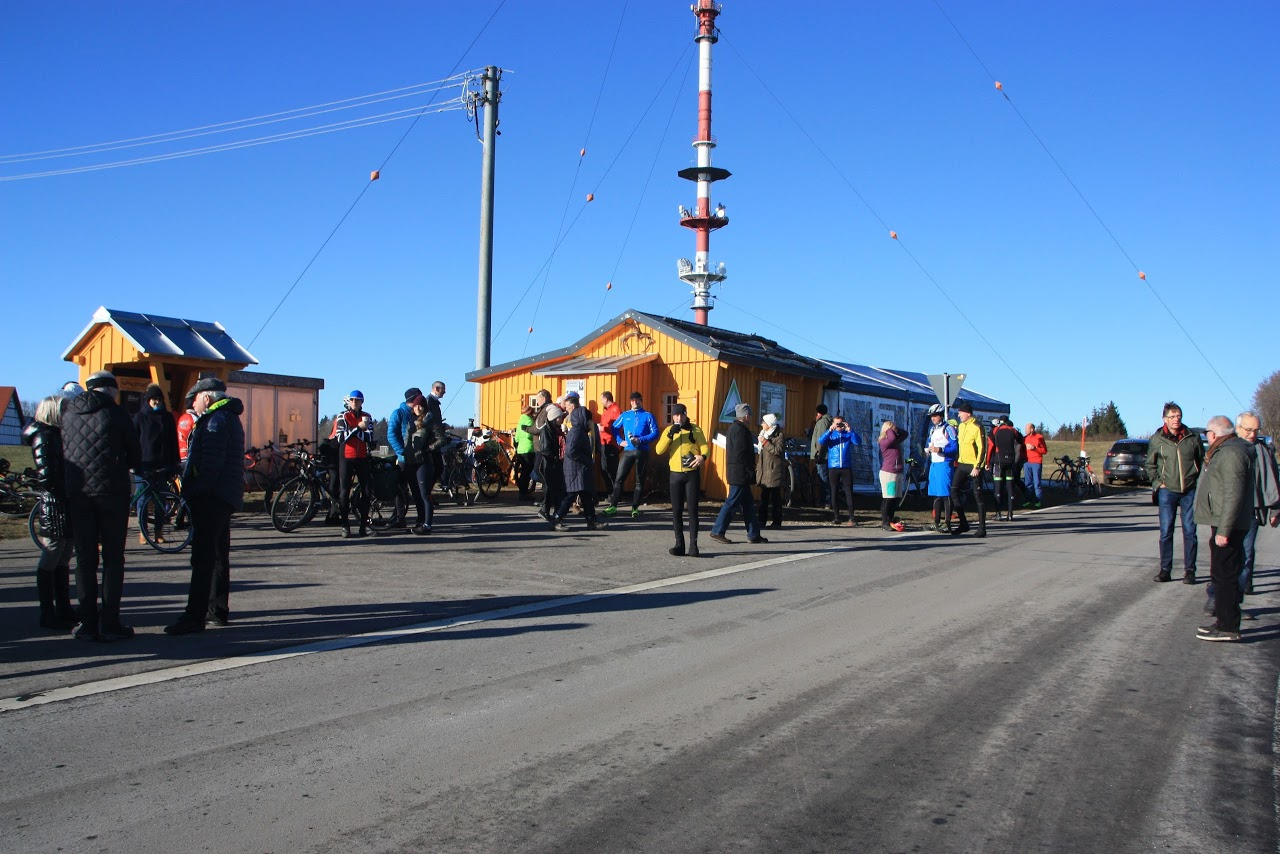
Saisoneröffnung 2017

Als erstes Radsportevent im BDR-Radsportkalender wurde das Great Opening als Eröffnung der Radsportsaison am StoppOmat Höchsten am Neujahrstag organisiert. Im Jahr 2007 erstmals mit etwa 40 Teilnehmern begonnen, wurde zuletzt am 1. Januar 2014 mit 324 Teilnehmern Rekordniveau erreicht. Der Saisonauftakt entwickelte sich zunehmend zu einem festen Treffpunkt der Radsportgemeinschaft am nördlichen Bodensee, der Gelegenheit bietet, sich einmal im Jahr mit tausenden virtuell gegeneinander am Stoppomat fahrenden Radsportler treffen und dabei gratis Glühwein austauschen zu können.

## L'Imperiale

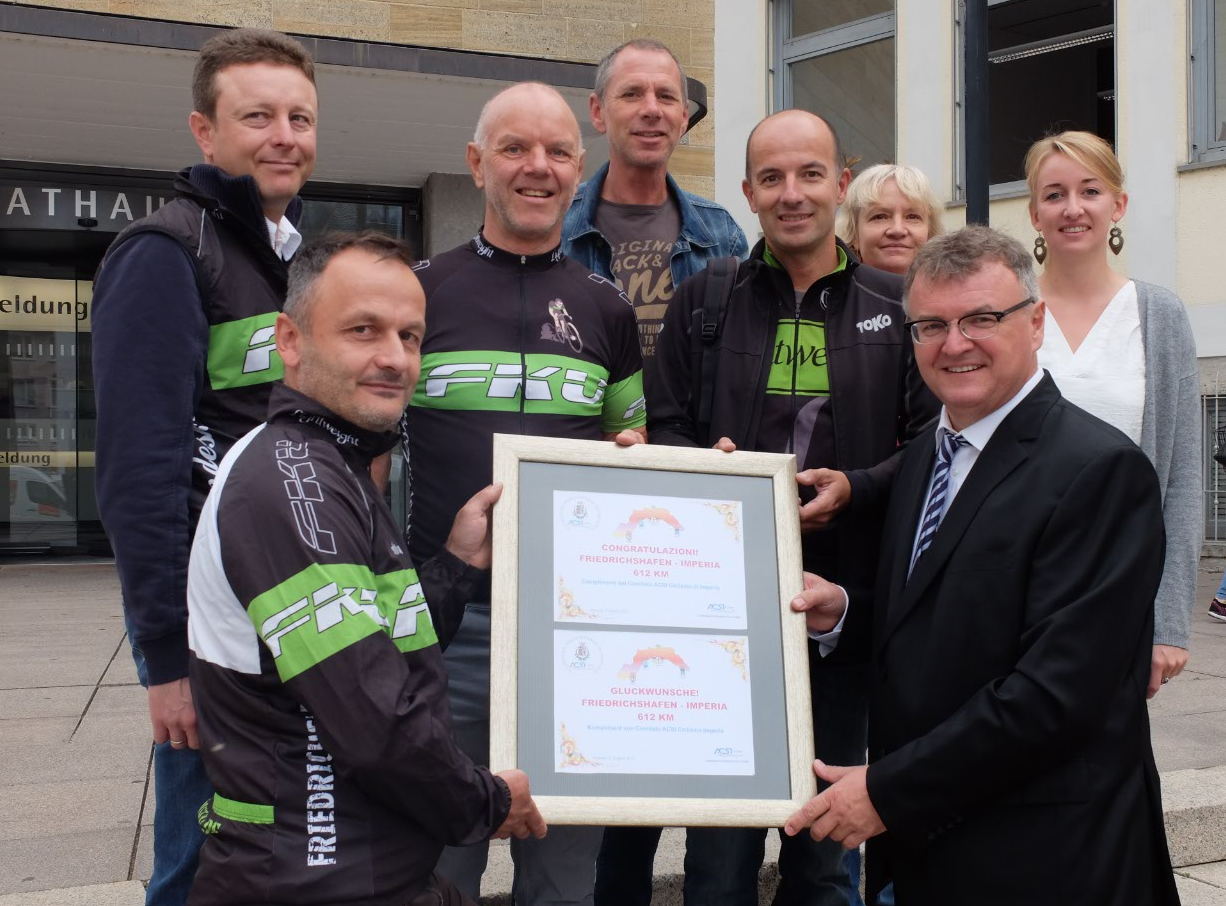
Empfang bei OB Andreas Brand

In den Jahren 2015 bis 2017 engagierte sich der Verein mit dem Versuch einer Rekordfahrt nach Imperia in Ligurien, mit der die Stadt Friedrichshafen seit 2014 eine Partnerschaft pflegt. In fünf Versuchen versuchte der Radsportverein als erster von weiteren fünf Radsportvereinen, nonstop in die 612 km entliegende Stadt an der italienischen Riviera zu kommen. Nach drei Fehlschlägen gelang es dem Verein, zwei Rekorde zu brechen. Der Verein wurde nach Bekanntwerden der sportlichen Leistungen durch eine Urkunde des ACSI Ciclismo, durch ein Glückwunschschreiben des Oberbürgermeisters von Imperia, Carlo Capacci, und durch einen Empfang des Oberbürgermeisters von Friedrichshafen, Andreas Brand, geehrt.